# Orleans (New York)
Orleans város az USA New York államában, Jefferson megyében. Lakosainak száma 2788 fő (2020. április 1.).

## Népesség
A település népességének változása:

| 2010 | 2 789 |
| 2020 | 2 788 |